# 2012-es MTV Video Music Awards Japan
A 2012-es MTV Video Music Awards Japant 2012. június 23-án tartották meg a csibai Makuhari Messzében. A jelöltek listáját 2012. március 21-én tették közzé.

## Jelöltek
A nyertesek félkövérrel.

### Az év videója
Exile – Rising Sun
- Lady Gaga – You and I
- Red Hot Chili Peppers – The Adventures of Rain Dance Maggie
- Sódzso dzsidai – Mr. Taxi
- Tokió Dzsihen – Konja va Karaszavagi

### Az év nagylemeze
Sódzso dzsidai – Girls’ Generation
- Coldplay – Mylo Xyloto
- Juju – You
- Kara – Super Girl
- Lady Gaga – Born This Way

### Legjobb férfi videó
Bruno Mars – It Will Rain
- David Guetta (közreműködik Flo Rida és Nicki Minaj) – Where Them Girls At
- Hosino Gen – Film
- Justin Bieber – Mistletoe
- Naoto Inti Raymi – Brave

### Legjobb női videó
Amuro Namie – Love Story
- Ayaka – Hadzsimari no Toki
- Björk – Crystalline
- Nisino Kana – Tatoe Donnani...
- Rihanna (közreműködik Calvin Harris) – We Found Love

### Legjobb csapatvideó
2PM – I’m Your Man
- Coldplay – Paradise
- Ikimono-gakari – Icudatte Bokura Va
- Maroon 5 (közreműködik Christina Aguilera) – Moves Like Jagger
- Monkey Majik – Hero

### Legjobb új előadó
2NE1 – I Am The Best
- CN Blue – In My Head
- James Blake – Limit to Your Love
- Kjarí Pamju Pamju – Cukema Cukeru
- LMFAO – Party Rock Anthem

### Legjobb rock videó
One Ok Rock – Answer is Near
- Bon Iver – Holocene
- Radwimps – Kimi to Hicudzsi to Ao
- Red Hot Chili Peppers – The Adventures of Rain Dance Maggie
- Sakanaction – Bach no Szenricu o Joru ni Kiita Szei Deszu

### Legjobb pop videó
J Soul Brothers – Fighters
- Amuro Namie – Naked
- Beyoncé – Run the World (Girls)
- Ikimonogakari – Icudatte Bokura Va
- Rihanna (közreműködik Calvin Harris) – We Found Love

### Legjobb R&B videó
Kató Miliyah – Júsa-Tacsi
- Ai – Independent Woman
- Amy Winehouse – Our Day Will Come
- Jason Derülo – It Girl
- Mayer Hawthorne – The Walk

### Legjobb hiphopvideó
Kreva – Kidzsun
- Drake – Headlines
- Jay-Z & Kanye West (közreműködik Otis Redding) – Otis
- Sick Team – Street Wars
- Tyler, the Creator – Yonkers

### Legjobb reggae videó
Sean Paul – She Doesn’t Mind
- Arare – Your Puzzle
- Pushim – Messenger
- SuperHeavy – Miracle Worker
- The Heavymanners (közreműködik Rumi) – Breath for Speaker

### Legjobb dance videó
Perfume – Laser Beam
- David Guetta (közreműködik Flo Rida és Nicki Minaj) – Where Them Girls At
- James Blake – Limit to Your Love
- SBTRKT – Pharaohs
- Jakusimaru Ecuko to DVD – Gurugle Earth

### Legjobb filmből összevágott videó
Bump of Chicken – Good Luck (Always Szancsóme no Júhi ’64)
- Bruno Mars – It Will Rain (Alkonyat – Hajnalhasadás)
- Foo Fighters – Walk (Thor)
- Ziyoou-Vachi – Disco (Moteki)
- Superfly – Ai vo Kurae (Smuggler Omae no Mirai vo Hakobe)

### Legjobb közreműködés
Amuro Namie (közreműködik After School) – Make It Happen
- Jay-Z & Kanye West (közreműködik Otis Redding) – Otis
- Kató Miliyah x Simizu Sóta – Believe
- Maroon 5 (közreműködik Christina Aguilera) – Moves Like Jagger
- Special Others és Kj – Sailin’

### Legjobb koreográfia
Perfume – Laser Beam
- Beyoncé – Run the World (Girls)
- Chris Brown – Yeah 3x
- LMFAO – Party Rock Anthem
- SHINee – Lucifer

### Legjobb karaoke dal
Sonar Pocket – 365 Nicsi no Love Story
- Ayaka – Hadzsimari no Toki
- Che’Nelle – Baby I Love U
- Lady Gaga – Judas
- Nisino Kana – Esperanza

## Fellépők
- 2NE1 – Scream / I Am the Best
- 2PM – Beautiful / I’m Your Man
- Bump of Chicken – Zero
- Exile – 24karats (Exile Tribe Special Medley)
- Kató Miliyah – Aiaiai / Heartbeat
- J Soul Brothers – 1st Place / Fighters
- Juju – Tadaima / Kiszeki vo Nozomu Nara...
- Kjarí Pamju Pamju – Cukema Cukeru
- Linkin Park – Lies Greed Misery / Numb / Burn It Down
- Perfume – Laser Beam / Spring of Life

## Résztvevők
- AAA (Kjarí Pamju Pamjut konferálták fel)
- Beni (a legjobb csapat videónak járó díjat adták át)
- Cucsija Anna (az év videójának járó díjat adta át)
- Daicsi Miura (a Bump of Chickent konferálta fel)
- DJ Kaori és a World Order (a J Soul Brothers-t konferálták fel)
- E-Girls (a 2PM-et konferálták fel)
- Kaneko Nobuaki (a Perfume-ot konferálta fel)
- Karina (a legjobb pop videónak járó díjat adta át)
- Ms. Ooja (a legjobb karaoke videónak járó díjat adta át)
- Rola (a legjobb új előadónak járó díjat adta át)
- Scandal (a legjobb R&B videónak járó díjat adták át)
- Sonar Pocket (Jujut konferálták fel)
- W-inds (Kató Miliyah-t konferálták fel)